# چاه اکرمی
چاه اکرمی، روستایی در دهستان اکرم‌آباد بخش اکرم‌آباد شهرستان یزد در استان یزد ایران است.

## جمعیت
بر پایه سرشماری عمومی نفوس و مسکن در سال ۱۳۹۵، جمعیت این روستا برابر با ۱۱٬۳۱۱ نفر (۲،۹۶۰ خانوار) بوده‌است.